# Araeomolis haematoneura
Araeomolis haematoneura là một loài bướm đêm thuộc phân họ Arctiinae, họ Erebidae.